# Chien-Ming Wang
Pour les articles homonymes, voir CMW.
Chien-Ming Wang ou CMW (chinois: 王建民; pinyin: Wáng Jiànmín), né le 31 mars 1980 à Tainan, Taïwan, est un lanceur des Ligues majeures de baseball. 

## Carrière

### Taïwan
Wang a lancé pour l'équipe nationale de baseball de Taïwan aux Jeux asiatiques de 2002. En 2004, il participe aux Jeux olympiques d'Athènes. Il lance un match de trois coups sûrs et remporte la victoire dans le gain de l'équipe de son pays sur l'équipe australienne. Taïwan sera cependant éliminé par le Japon.

### Ligues majeures

#### Yankees de New York

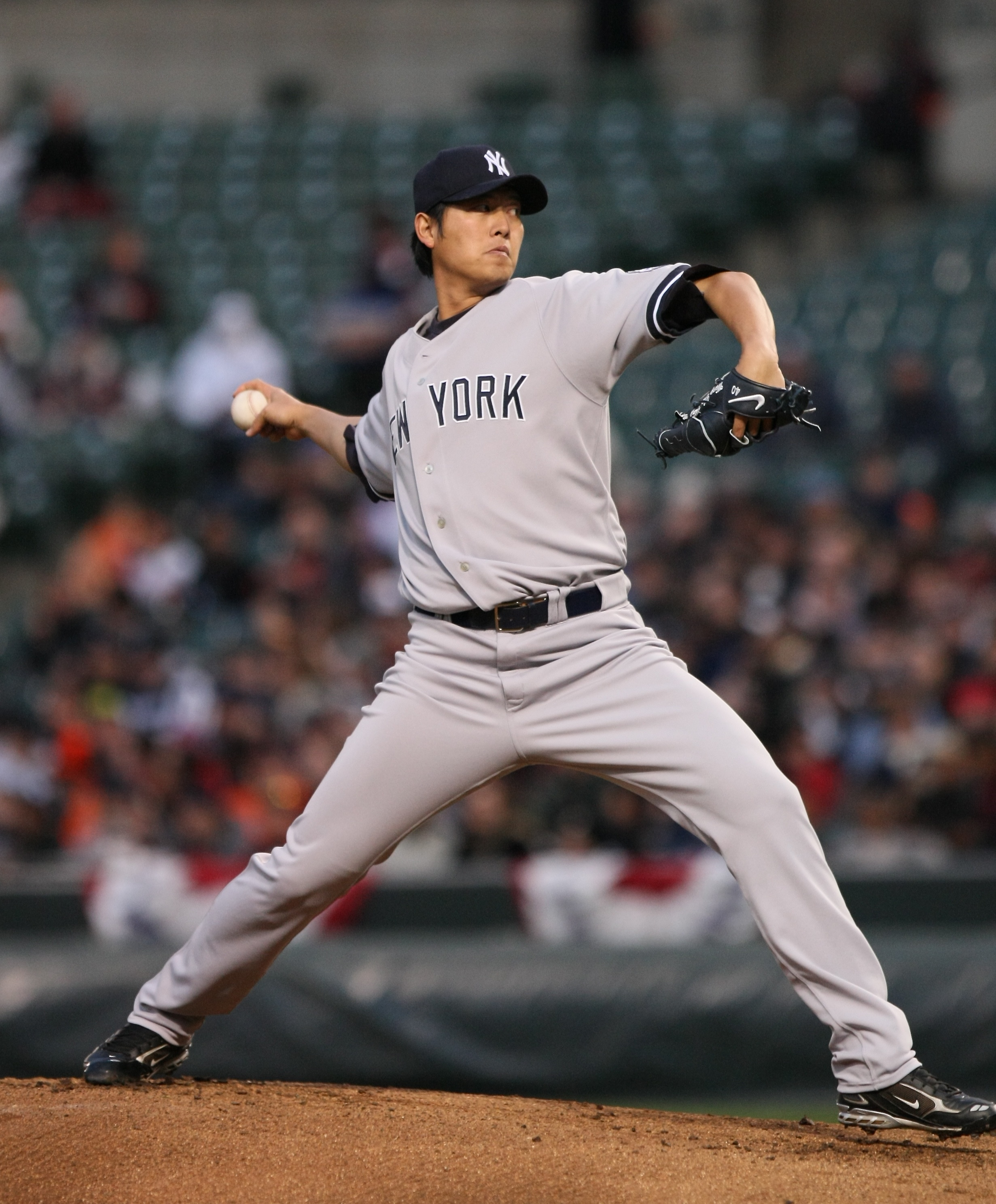
Chien-Ming Wang en 2009 avec les Yankees de New York.

Signé comme agent libre par les Yankees de New York en 2000, Wang a fait ses débuts dans les majeures le 30 avril 2005. Il est le troisième joueur originaire de Taïwan à atteindre les ligues majeures en Amérique du Nord, après le voltigeur des Dodgers de Los Angeles Chin-Feng Chen en 2002 et le lanceur des Rockies du Colorado Chin-Hui Tsao en 2003.
Il présente un dossier victoires-défaites de 8-5 à sa première saison, où il effectue 17 départs. À partir de 2006, il est intégré à la rotation de lanceurs partants régulière des Yankees, effectuant au moins 30 départs au cours de deux saisons consécutives, où il présente des fiches de 19-6 et 19-7. En 2006, il termine deuxième derrière Johan Santana des Twins du Minnesota au vote pour le trophée Cy Young, remis au meilleur lanceur dans la Ligue américaine.
En 2007, il apparait parmi les 100 personnalités de l'année du magazine Time. 
Le 22 avril 2008, contre les White Sox à Chicago, il effectue son 85e départ en carrière et mérite sa 50e victoire. Il est le lanceur partant ayant atteint ce plateau le plus rapidement dans sa carrière depuis Dwight Gooden, qui avait signé son 50e gain à son 82e départ dans les majeures, le 29 juin 1986. 
Joueur autonome, Chien-Ming Wang signe un nouveau contrat d'un an avec les Yankees de New York le 22 décembre 2008.
Le 15 juin 2008, il est retiré du match entre les Yankees et les Astros de Houston. Blessé au pied droit, il manquera le reste de la saison 2008, qu'il terminera avec 8 victoires et deux défaites, en 15 sorties.

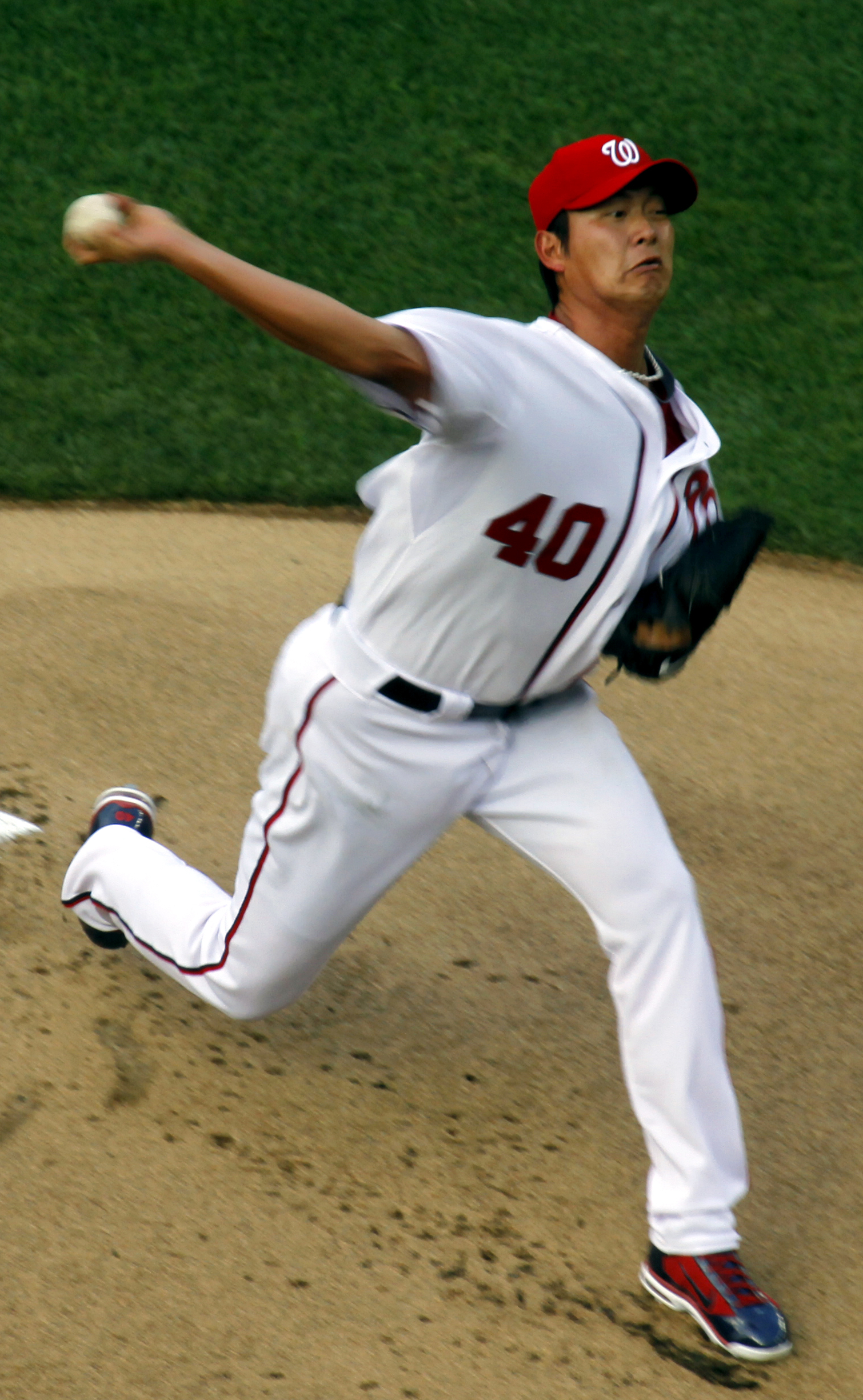
Chien-Ming Wang au monticule en 2011 pour Washington.

Des blessures le tiennent à l'écart du jeu en 2009 également. Il est à l'écart du jeu de la mi-avril à la mi-mai. Il ne participe au total qu'à 12 parties, incluant 3 présences en relève. Il ne remporte qu'une seule victoire, contre six défaites, et sa moyenne de points mérités (9,64) est très élevée. Après un départ le 4 juillet, il s'absente pour le reste de la saison, incluant les séries éliminatoires.
Chien-Ming Wang est devenu joueur autonome après que les Yankees de New York eurent refusé le 12 décembre 2009 de lui présenter une offre en prévision de la saison prochaine. 

#### Nationals de Washington
Il s'entend avec les Nationals de Washington en février 2010 sur un contrat d'un an pour 2 millions de dollars incluant des bonus pour ses performances qui pourraient lui valoir 3 millions supplémentaires. Sa remise en forme après sa blessure est cependant plus longue que prévu et Wang ne lance pas pour les Nationals, qui ne lui offrent pas de nouveau contrat après l'année 2010. Il devient agent libre le 2 décembre. Quelques semaines plus tard, les Nationals se ravisent et lui offrent un nouveau contrat, espérant un retour au jeu du lanceur pour la saison 2011.
Après avoir lancé pour la dernière fois dans un match des majeures le 4 juillet 2009, Wang fait son retour au jeu avec Washington le 29 juillet 2011. Il subit la défaite à ses deux premiers départs, plutôt difficiles, mais se ressaisit par la suite et termine la saison 2011 avec quatre victoires, trois défaites, et une moyenne de points mérités de 4,04 en 62 manches et un tiers lancées dans ses 11 départs.
Le 4 novembre 2011, Wang signe un nouveau contrat d'un an pour quatre millions de dollars avec les Nationals. Il n'apparaît que dans 10 matchs en 2012, dont la moitié comme lanceur partant et sa moyenne de points mérités atteint 6,68 en 32 manches et un tiers au monticule. Il remporte deux victoires contre trois défaites.

#### Classique mondiale de baseball 2013

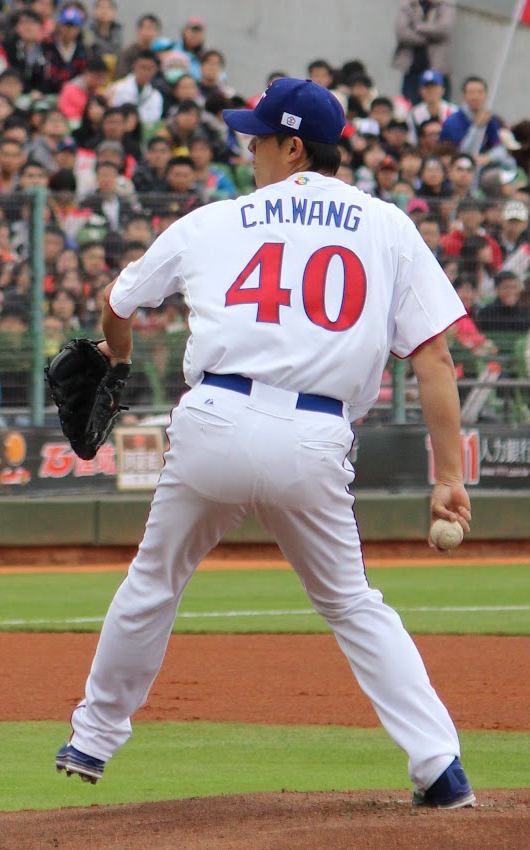
Chien-Ming Wang durant la Classique mondiale de baseball 2013.

Sans contrat pour la saison de baseball qui approche, Wang s'aligne en mars avec l'équipe de Taïwan à la Classique mondiale de baseball 2013. Il fait bonne figure, d'abord en blanchissant l'Australie en six manches, puis en répétant la même performance contre le Japon pour un total de 12 manches sans accorder de point à ce tournoi. 

#### Ligues mineures
Le 23 mars 2013, le lanceur de 32 ans signe un contrat des ligues mineures avec son ancien club, les Yankees de New York. Il n'obtient pas de poste avec l'équipe et est cédé au club-école de Scranton jusqu'à ce qu'il soit libéré en juin.

#### Blue Jays de Toronto

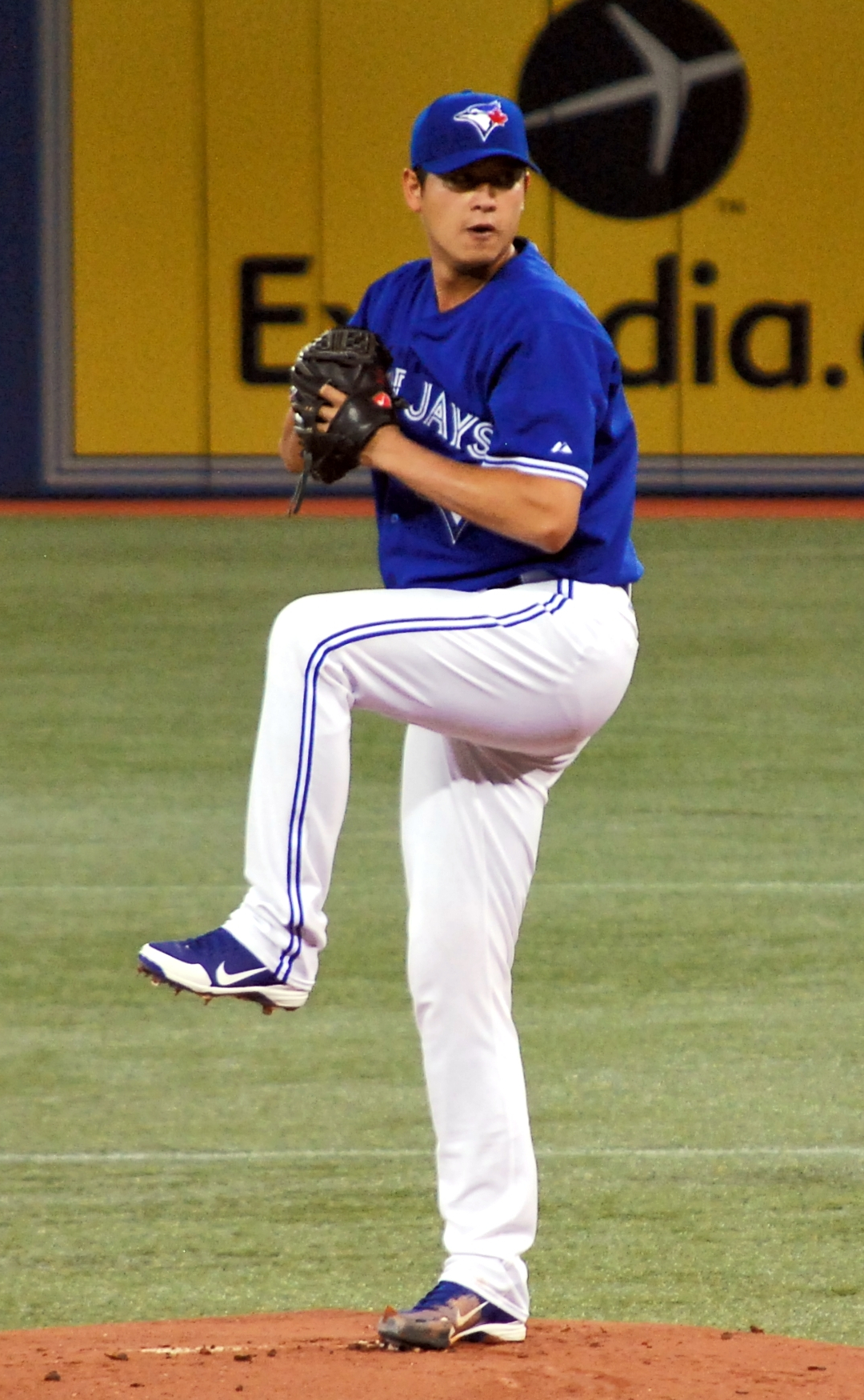
Chien-Ming Wang en juin 2013 avec les Blue Jays de Toronto.

En juin 2013, il est mis sous contrat par les Blue Jays de Toronto. Il amorce 6 parties des Jays, sans grand succès : une victoire, deux défaites et une moyenne de points mérités de 7,67 en 27 manches lancées.

#### Retour aux mineures
Le 18 décembre 2013, Wang signe un contrat des ligues mineures avec les Reds de Cincinnati. Il partage 2014 entre des clubs des ligues mineures affiliés aux Reds et aux White Sox de Chicago. La saison 2015 est aussi entièrement passée dans les mineures, entre des clubs affiliés aux Braves d'Atlanta et aux Mariners de Seattle.

#### Royals de Kansas City
Il est mis sous contrat par les Royals de Kansas City en janvier 2016. Il lance 53 manches et un tiers en 38 sorties en relève pour les Royals en 2016. Sa moyenne de points mérités se chiffre à 4,22 avec 30 retraits sur des prises, 6 victoires et aucune défaite.